# زینایدا کوپرییانوویچ
زینایدا کوپرییانوویچ (به انگلیسی: Zinaida Kupriyanovich) (زاده ۱۷ سپتامبر ۲۰۰۲) خواننده اهل بلاروس است.
او در مسابقه آواز یوروویژن ۲۰۱۹ نماینده بلاروس بود.